# David Spies
David Spies (* 5. September 1994 in Herdecke) ist ein deutscher Fußballspieler. Er besitzt neben der deutschen Staatsangehörigkeit auch einen US-amerikanischen Pass.

## Karriere
Spies stammt aus der Jugend des VfL Bochum. Mit der U-17 und der U-19 des Vereins spielte er in der A-Junioren Bundesliga West. Später wechselte er in die U-19 des 1. FC Nürnbergs und absolvierte dort 13 Spiele in der A-Junioren Bundesliga Süd/Südwest.
Zur Saison 2013/14 wechselte er in die 2. Mannschaft der Nürnberger und spielte die nächsten zwei Jahre in der Regionalliga Bayern. Anschließend ging er zum FC Augsburg, wo er eine weitere Saison in der Regionalliga Bayern für die Zweitvertretung der Bayern spielte.
Der offensive Mittelfeldspieler spielte in der Saison 2017 in der United Soccer League für Charlotte Independence. Danach wurde er aber Vereinslos und kehrte nach Deutschland zurück, wo er noch einmal von September 2018 bis Januar 2019 für den ASC 09 Dortmund in der Oberliga Westfalen spielte.